# Septocylindrium acutum
Septocylindrium acutum är en svampart som beskrevs av Davis 1919. Septocylindrium acutum ingår i släktet Septocylindrium och familjen Mycosphaerellaceae.   Inga underarter finns listade i Catalogue of Life.